# Salvador Gil i Vernet
Salvador Gil i Vernet (Vandellòs, Baix Camp, 10 d'agost de 1892 — Barcelona, 24 d'octubre de 1987) fou un metge català, especialitzat en la urologia i pare del prestigiós uròleg Josep Maria Gil-Vernet i Vila.

## Biografia
Estudià el batxillerat a Tarragona i el 1909 anà a la facultat de medicina de la Universitat de Barcelona, on es llicencià el 1915 i es doctorà el 1919. Fou alumne intern a l'Hospital de la Santa Creu i Sant Pau, on després treballaria com a metge ajudant de cirurgia i al departament anatòmic, i després en la clínica d'urologia de l'Hospital Clínic, on el 1928 se li concedí l'ensenyament especial de "Malalties de les Vies Urinàries i la seva Clínica".
El 1920 fou nomenat professor adjunt d'anatomia de la facultat de medicina de la Universitat de Barcelona, i el 1926 guanyà l'oposició a catedràtic d'anatomia de la Universitat de Salamanca. El 1928 va obtenir la mateixa càtedra a la Universitat de Barcelona. El 1933 fou nomenat catedràtic d'urologia a la nova Universitat Autònoma de Barcelona. Degut a les seves idees conservadores va ser un dels catedràtics d'universitats, que van ser cessats i depurats pel Decret del 18 d'agost de 1936, raó per la qual hagué d'exiliar-se a Tolosa de Llenguadoc i després a Itàlia, on participà en la fundació de la Societat d'Urologia de la Mediterrània.
El 1939 tornà a Barcelona i es reincorporà a la càtedra d'anatomia. En 1948 fou nomenat acadèmic electe de la Reial Acadèmia de Medicina i Cirurgia de Barcelona. El 1954 fou nomenat primer director de l'Escola Professional d'Urologia i es guanyà el respecte internacional per la seva tasca investigadora, anatòmica i clínica urogenital. El 1965 va rebre el Premi «Antoine Portal» de l'Acadèmia Nacional de Medicina de França. De 1967 a 1973 presidí l'Associació Internacional d'Urologia. Fou doctor honoris causa per la Universitat de Tolosa de Llenguadoc. El 1977 va ser nomenat acadèmic d'honor de la Reial Acadèmia Nacional de Medicina d'Espanya, i havia estat proposat per al Premi Nobel de Medicina per diverses societats científiques espanyoles i estrangeres. El 1986 va rebre la Medalla Narcís Monturiol.
Fou membre d'Honor de la Societats d'Urologia de França, Itàlia, Grècia, Mèxic i Colòmbia. Va ser professor convidat de les Universitats de Chicago, Columbia, Autònoma de Mèxic, Buenos Aires, Bogotà, Tolosa de Llenguadoc, Tòquio, Amsterdam, Johanesburg i Múnic. Publicà nombrosos treballs sobre innervació abdominopelviana, anatomia topogràfica i quirúrgica de la pelvis i del perineu i noves tècniques de tractament dels tumors de pròstata i de bufeta.

## Obres
- El Simpàtic Abdomino-pelvià en el fetus humà (Publicacions de l'Institut de Ciències, 1919, Barcelona)
- Nova disposició de la Nansa Memorable de Wrisberg (1921)
- Una anomalia del polígon arterial del cervell (Treballs de la Societat Catalana de Biologia, 1921, Barcelona).
- Contribució a l'estudi anatòmic del periné de l'home pel mètode dels talls histo-topogràfics (Treballs de la Societat de Biologia, 1933)
- Patología urogenital (Editorial Miguel Servet, 1945)
- Patología Urogenital: Biología y Patología de la Próstata (Ed. Paz Montalvo, Madrid, 1953)
- Morphology and Function of Vesico-Prostato-Urethral musculature (1968)